# Bombardier Learjet 40
O Learjet 40 é um jacto executivo de pequeno porte, com capacidade para sete passageiros, projectado pela Bombardier Aerospace. O Learjet 40 é uma aeronave derivada do Learjet 45, com fuselagem mais curta em 60 cm, e equipada com dois motores Honeywell TFE731-20AR, conhecidos como motores "AR".
O primeiro voo experimental foi efectuado em 31 de Agosto de 2002, e o primeiro voo de uma aeronave saída de fábrica a 5 de Setembro do mesmo ano. Ambos os voos tiveram lugar no Aeroporto Wichita Mid-Continent. O Learjet 40 entrou ao serviço em Janeiro de 2004.
O Learjet 40XR é uma versão melhorada introduzida em Outubro de 2004, com peso máximo à descolagem aumentado, velocidade de cruzeiro e de subida mais rápida. Estes melhoramentos devem-se a alterações dos motores TFE731-20BR (motores "BR").